# Tekken 4
Tekken 4 er et videospil i fighting-genren, der er udkommet i versioner til arcade og Playstation 2. Det er det fjerde spil i Tekken-hovedserien, og fortsætter historien fra Tekken 3.

## Særtræk
Tekken 4 introducerer en række nye tiltag til serien, heriblandt "story mode", replikker før og efter kampe og baner med vægge og højdeforskelle.

### Story mode
Udover den sædvanlige "arcade mode", byder Tekken 4 på "story mode", som indledes med en illustreret og indtalt præsentation af den valgte figur og vedkommendes motiver for at deltage i "The King of Iron Fist Tournament 4" – historiens omdrejningspunkt. Gennemførsel af "story mode" belønnes med en animeret sekvens, der omhandler den valgte figur, præcis som i "arcade mode" i de tidligere spil i serien.
Ikke alle figurer går den samme vej gennem turneringen i "story mode", og valget af figur påvirker i flere tilfælde hvem, man skal kæmpe imod på de sidste baner. 

### Replikker
Som noget nyt i serien, har næsten alle figurer indtalte replikker, som de indleder og afslutter kampene med. De fleste figurer taler deres modersmål, dog begrænset til japansk, engelsk og koreansk.

## Kæmpere
Tekken 4 indeholder 19 unikke figurer, hvoraf 10 er tilgængelige fra spillets start; resten kan låses op ved at gennemføre spillet i single player. Tre nye figurer – Steve Fox, Craig Marduk og Christie Montiero (hvoraf de to første er helt nye, mens Christie bygger videre på Eddy fra det forrige spil) – er tilgængelige med det samme, sammen med Kazuya Mishima – hovedpersonen fra det første Tekken – som var fraværende i forgængeren. Jin Kazama, som har den mest fremtrædende position på spillets forside, er først tilgængelig efter en enkelt gennemførsel af single player.

### Tilbagevendende figurer
- Bryan Fury*
- Eddy Gordo* (Ekstra Kostume for Christie)
- Heihachi Mishima*
- Hwoarang
- Jin Kazama*
- Julia Chang*
- Ling Xiaoyu
- King II
- Kuma Jr.*
- Kazuya Mishima
- Lee Chaolan*
- Lei Wulong*
- Marshall Law
- Nina Williams*
- Panda* (Player 2 kostume for Kuma)
- Paul Phoenix
- Yosimitsu

### Nye figurer
- Christie Monteiro
- Craig Marduk
- Combot*
- Miharu Hirano* (Ekstra Kostume for Xiaoyu)
- Steve Fox
- (Kinesisk efter fødslen) Violet* (Ekstra Kostume for Lee)

* ikke spilbar fra starten